# Литовське королівство
Литовське королівство (лит. Lietuvos karalystė) — литовська монархія, що існувала у Східній Європі з 1251 до приблизно 1263.
Статус королівства було надано Литовському князівству Папою Римським Інокентій IV, коли держава проголосила, що входить під юрисдикцію Єпископа Риму відповідно до угоди від 17 липня 1251. Двома роками пізніше, правитель Литви Міндовг був коронований як король Литви.
1259 року монгольська орда під керівництвом хана Бурундая вдерлася у південні кордони королівства, захопила та зруйнувала ряд міст і фортець й розбила литовську армію. Після вбивства (внаслідок змови литовських князів) Міндовга, разом з двома синами, 1263 року країна відмовилась від союзу з Римом, а її статус королівства було втрачено.
Була також спроба Вітовта Великого отримати королівську корону. Він був проголошений королем «Литовського королівства» імператором Священної Римської імперії Сигізмундом 1430 року. Але освячена корона, що її був послав Сигізмунд до Вітовта була перехоплена польською шляхтою. Незабаром Вітовт помер, так і не будучи коронованим як король.